# Uesato Kazumasa
Kazumasa Uesato (上里 一将 Uesato Kazumasa, sinh ngày 13 tháng 3 năm 1986 ở Hirara, Okinawa) là một cầu thủ bóng đá người Nhật Bản hiện tại thi đấu cho Roasso Kumamoto.

## Thống kê sự nghiệp câu lạc bộ
Cập nhật đến ngày 23 tháng 2 năm 2018.
| Thành tích câu lạc bộ | Thành tích câu lạc bộ | Thành tích câu lạc bộ | Giải vô địch | Giải vô địch | Cúp                   | Cúp                   | Cúp Liên đoàn | Cúp Liên đoàn | Tổng cộng | Tổng cộng |
| Mùa giải              | Câu lạc bộ            | Giải vô địch          | Số trận      | Bàn thắng    | Số trận               | Bàn thắng             | Số trận       | Bàn thắng     | Số trận   | Bàn thắng |
| Nhật Bản              | Nhật Bản              | Nhật Bản              | Giải vô địch | Giải vô địch | Cúp Hoàng đế Nhật Bản | Cúp Hoàng đế Nhật Bản | Cúp Liên đoàn | Cúp Liên đoàn | Tổng cộng | Tổng cộng |
| --------------------- | --------------------- | --------------------- | ------------ | ------------ | --------------------- | --------------------- | ------------- | ------------- | --------- | --------- |
| 2004                  | Consadole Sapporo     | J2 League             | 17           | 0            | 4                     | 1                     | -             | -             | 21        | 1         |
| 2005                  | Consadole Sapporo     | J2 League             | 23           | 2            | 0                     | 0                     | -             | -             | 23        | 2         |
| 2006                  | Consadole Sapporo     | J2 League             | 22           | 1            | 3                     | 0                     | -             | -             | 25        | 1         |
| 2007                  | Consadole Sapporo     | J2 League             | 7            | 0            | 1                     | 0                     | -             | -             | 8         | 0         |
| 2008                  | Consadole Sapporo     | J1 League             | 12           | 0            | 1                     | 0                     | 1             | 0             | 14        | 0         |
| 2009                  | Consadole Sapporo     | J2 League             | 48           | 6            | 1                     | 0                     | -             | -             | 49        | 6         |
| 2010                  | Consadole Sapporo     | J2 League             | 28           | 4            | 1                     | 0                     | -             | -             | 29        | 4         |
| 2011                  | FC Tokyo              | J2 League             | 17           | 1            | 0                     | 0                     | -             | -             | 17        | 1         |
| 2012                  | Tokushima Vortis      | J2 League             | 32           | 0            | 1                     | 0                     | -             | -             | 33        | 0         |
| 2013                  | Consadole Sapporo     | J2 League             | 30           | 1            | 0                     | 0                     | -             | -             | 30        | 1         |
| 2014                  | Consadole Sapporo     | J2 League             | 26           | 4            | 0                     | 0                     | -             | -             | 0         | 0         |
| 2015                  | Consadole Sapporo     | J2 League             | 27           | 1            | 1                     | 0                     | -             | -             | 28        | 1         |
| 2016                  | Consadole Sapporo     | J2 League             | 18           | 0            | 0                     | 0                     | -             | -             | 18        | 0         |
| 2017                  | Roasso Kumamoto       | J2 League             | 28           | 1            | 1                     | 1                     | -             | -             | 29        | 2         |
| Tổng cộng sự nghiệp   | Tổng cộng sự nghiệp   | Tổng cộng sự nghiệp   | 335          | 21           | 14                    | 2                     | 1             | 0             | 350       | 23        |